# Abraham Gronov
Abraham Gronov ou Gronovius est un philologue hollandais, né à Leyde le 24 juin 1695, mort le 18 août 1775. Il est le fils de Jakob Gronovius.

## Biographie
Il fut professeur et bibliothécaire dans sa ville natale. En 1719, il publia une édition de Justin (Justini historias Philippicas cum commentariis virorum doctorum edidit A. Gronovius, Leyde, reproduit en 2 vol., avec de nombreuses corrections, en 1760), puis de Pomponius Mela, cum notis variorum. (Leyde, 1722 et 1748, gr. in-8°), de Claudius Ælianus ; Varia historia græce et latine cum notis variorum et suis (Leyde, 1731, in-4°) et De natura animalium libri XVII græce et latine (Londres, 1744, 2 vol. in-4°).
Comme on le voit, il avait étudié également les auteurs grecs et les auteurs latins. Ses notes sur Élien ont une certaine valeur, puisque Jacobs les a reproduites dans son édition. On doit aussi à Abraham Gronov des Mélanges de géographie (Varia geographica, Leyde, 1739, in-8°).

## Source
- « Abraham Gronov », dans Pierre Larousse, Grand dictionnaire universel du XIXe siècle, Paris, Administration du grand dictionnaire universel, 15 vol., 1863-1890 [détail des éditions].